# 德拉戈米雷什蒂鄉 (登博維察縣)
44°55′N 25°20′E / 44.917°N 25.333°E
德拉戈米雷什蒂鄉（羅馬尼亞語：Comuna Dragomirești, Dâmbovița），是羅馬尼亞的鄉份，位於該國南部，由登博維察縣負責管轄，處於布加勒斯特西北面80公里，每年平均降雨量1,023毫米，海拔高度281米，2007年人口8,493。